# Jan Boć
Jan Boć (ur. 15 listopada 1939 w Borkowie, zm. 17 stycznia 2017) – polski prawnik, profesor nauk prawnych, nauczyciel akademicki, profesor zwyczajny Uniwersytetu Wrocławskiego.

## Życiorys
W 1961 ukończył studia prawnicze na Wydziale Prawa Uniwersytetu Wrocławskiego. W 1968 obronił pracę doktorską Wyrównanie strat wynikłych z legalnego działania administracji napisaną pod kierunkiem Tadeusza Bigo. W 1994 prezydent RP nadał mu tytuł naukowy profesora nauk prawnych. Został profesorem zwyczajnym Uniwersytetu Wrocławskiego, w którym był kierownikiem Zakładu Prawa Administracyjnego, Dyrektorem Instytutu Nauk Administracyjnych oraz członkiem Senatu. Był także nauczycielem akademickim Wydziału Prawa i Administracji Uniwersytetu Opolskiego. Zasiadał w Komitecie Nauk Prawnych PAN.
Poświęcono mu m.in. dwie publikacje: Między tradycją a przyszłością w nauce prawa administracyjnego. Księga jubileuszowa dedykowana profesorowi Janowi Bociowi (pod red. Jerzego Supernata, 2009, ISBN 978-83-229-3044-1); Profesora Jana Bocia styl, słowa, szkoła (pod red. Aleksandry Szadok-Bratuń, 2009, ISBN 978-83-929493-4-3).

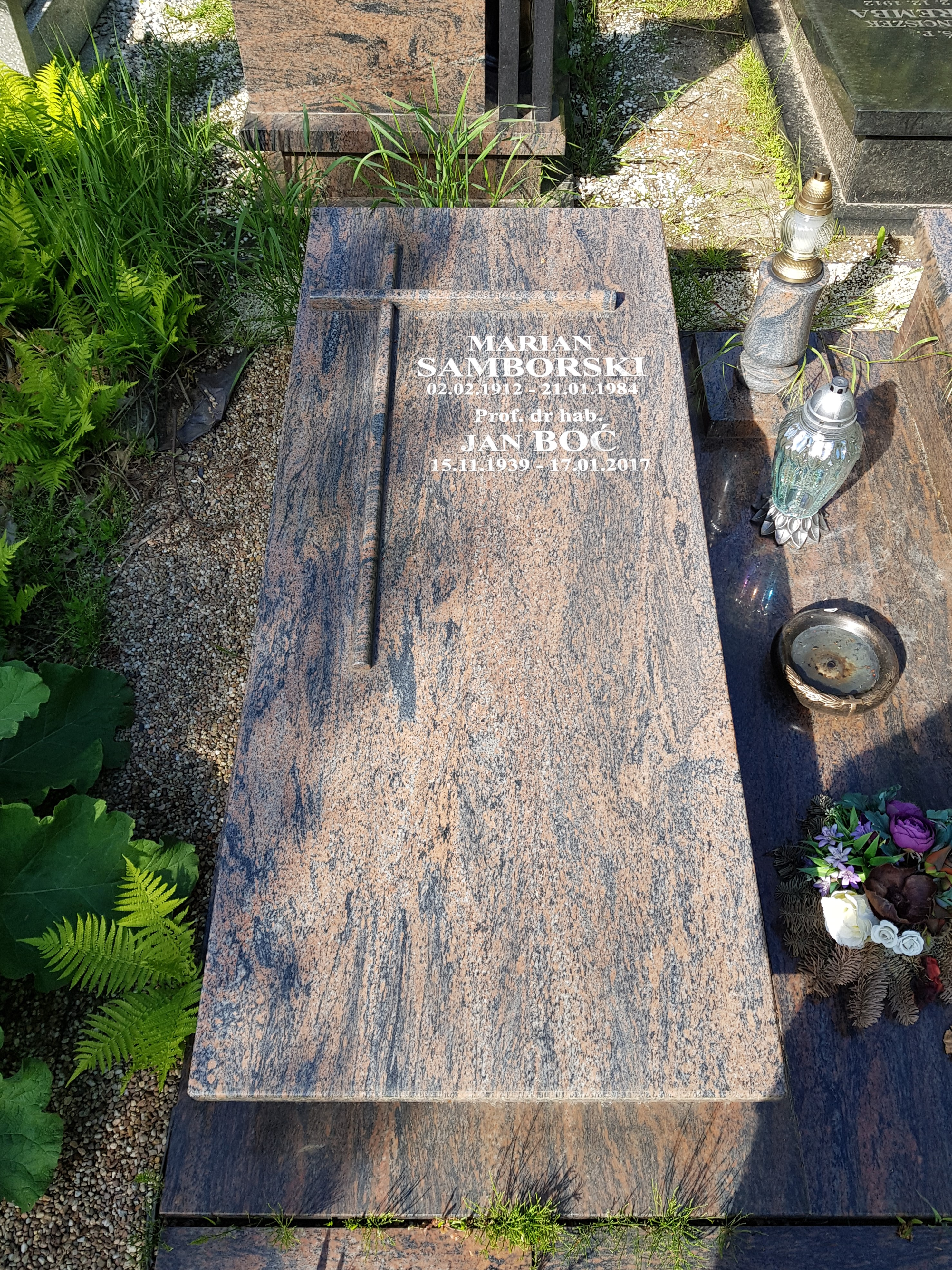
Grób prof. Jana Bocia na Cmentarzu Osobowickim we Wrocławiu

28 stycznia 2017 został pochowany na Cmentarzu Osobowickim we Wrocławiu.

## Wybrane publikacje
- Jak pisać pracę magisterską (2009)
- Ochrona środowiska (współautor, 2008)
- Administracja publiczna (red. nauk., 2004)
- Gmina w Belgii (1993)
- Ochrona środowiska. Zagadnienia prawne i ekonomiczne (współautorka: Elżbieta Samborska-Boć, 1989)
- Prawo administracyjne : zagadnienia podstawowe (współautor, 1984)
- Zagadnienia prawne ochrony środowiska naturalnego (1979)
- Przewodnik do nauczania prawa administracyjnego (współautor: Jan Jeżewski, 1979)
- Wyrównanie strat wynikłych z legalnych działań administracji (1971)
- Organ administracji publicznej w systemie bezpieczeństwa społeczności lokalnych (red. nauk. wspólnie z Łukaszem Mikowskim, 2016)
- Samorząd jako kreator rozwoju społeczności lokalnej Polkowic (red. nauk., 2012)
- Prawo administracyjne (red. nauk., 2010)
- Prawo ochrony środowiska : konwersatoria (2009)
- Prawna działalność instytucji społeczeństwa obywatelskiego (współred. Jolant Blicharz, 2009)
- Nowe problemy badawcze w teorii prawa administracyjnego (współred. Andrzej Chajbowicz, 2009)
- Prawo administracyjne : konwersatoria, ćwiczenia (2007)
- 35-lecie Instytutu Nauk Administracyjnych Uniwersytetu Wrocławskiego (red. nauk, 2007)
- Prawna ochrona powietrza i handel uprawnieniami emisyjnymi w Polsce i w Niemczech (współred. Konrad Nowacki, 2006)
- Prawniczy słownik wyrazów trudnych (red. nauk., 2005)
- Powiat. Z teorii, kompetencje, komentarz (red. nauk., 2001)
- Konstytucje Rzeczypospolitej oraz komentarz do Konstytucji RP z 1997 roku (red. nauk., 1998)
- Dostęp do informacji i akt w sferze ochrony środowiska. Studium porównawczo-prawne (1990)[5]